# The Ultimate Vampire
Pour plus de détails, voir Fiche technique et Distribution.
The Ultimate Vampire (殭屍至尊, Jiang shi zhi zun) est une comédie d'horreur hongkongaise réalisée par Andrew Lau et sortie en 1991 à Hong Kong. C'est un film dérivé de Mr. Vampire (1985) avec toujours Lam Ching-ying dans le rôle du prêtre taoïste.
Elle totalise 6 631 216 HK$ de recettes à Hong Kong.

## Synopsis
Le village de maître Gau (Lam Ching-ying) est attaqué par des jiangshis (sorte de zombies bondissants), et il joint ses forces avec celles de ses assistants pour les combattre.

## Fiche technique
- Titre original : 殭屍至尊
- Titre international : The Ultimate Vampire
- Réalisation : Andrew Lau
- Scénario : Lok Chak-chi
- Musique : BMG Melody Bank
- Photographie : Andrew Lau et Tony Miu
- Montage : Chan Kei-Hop
- Production : Wong Ying et Chin Chung
- Société de production : Eagle Film Production
- Société de distribution : Newport Entertainment
- Pays d'origine :  Hong Kong
- Langue : cantonais
- Genre : comédie d'horreur
- Durée : 88 minutes
- Date de sortie :
  -  Hong Kong : 1er janvier 1991
  -  Corée du Sud : 4 mai 1991

## Distribution
- Lam Ching-ying : maître Gau
- Chin Siu-ho : Chou Sheng
- Ronald Wong : Man Choi
- Carrie Ng : Lai
- Shun Lau : maître Shek Kin
- Wong Chi-yeung : Shek Shiu Kin
- Ku Feng : Chin
- Joanna Chan : Mary